# Kim Larsen & Yankee Drengene
Kim Larsen & Yankee Drengene er titlen på Kim Larsens andet album uden om Gasolin' fra 1977. 
Den mest kendte sang fra albummet er nok "This Is My Life" fra Gasolin-albummet Efter Endnu En Dag (1976).
Kim Larsen & Yankee Drengene er indspillet med en række primært amerikanske musikere, hvilket er baggrunden for "Yankee drengene".

## Spor
| 1. | "Widow Wimberly"            | Tony Joe White | White      | 3:12 |
| 2. | "Sans Souci"                | Steven Lemberg | Kim Larsen | 2:24 |
| 3. | "This Is My Life"           | Larsen         | Larsen     | 2:46 |
| 4. | "Havana Moon"               | Chuck Berry    | Berry      | 3:10 |
| 5. | "Keep the Fiddlers Playin'" | Lemberg        | Larsen     | 3:26 |
| 6. | "Lose Lose Lose"            | Lemberg        | Larsen     | 2:54 |

| 7.  | "There's a Tape"      | Lemberg | Larsen                 | 2:21 |
| 8.  | "Love in the Mornin'" | Lemberg | Larsen                 | 3:35 |
| 9.  | "Mockingbird"         | Lemberg | Larsen                 | 2:47 |
| 10. | "Catch You Bye & Bye" | Lemberg | Larsen                 | 3:23 |
| 11. | "Tijuana's Callin'"   | Lemberg | Larsen                 | 2:10 |
| 12. | "Chico's Suicide"     | Lemberg | Larsen, Jørgen Wendorf | 3:15 |

## Personel
Musikere
- Kim Larsen – vokal
- Mylon LeFevre – vokal
- Sharon Geiger – vokal
- Tim Baty – vokal
- Irwin Shelton – banjo
- Bob Wray – bas
- Tom Robb: bas
- Rob Yeager – trommer
- Steve Buckingham: guitar (dobro)
- Thomas Grue – guitar
- Joe Rogers – klaver
- Ted Stovall – synthesizer

Øvrige
- Sonny Limbo – producer
- Rock 'N' Rollin' Russ – teknik
- Peder Bundgaard – coverdesign, foto
- Carole Rubin – foto
- Ole Lind – foto